# Coppa delle nazioni africane Under-20 2019
La Coppa delle Nazioni Africane Under-20 2019 è stata la 21ª edizione del torneo di calcio riservato ai giocatori con meno di 20 anni di età. Si è svolta in Niger dal 2 al 17 febbraio 2019. Le semifinaliste si sono qualificate per il campionato mondiale Under-20 2019. Lo Zambia, non qualificata, era la squadra detentrice del titolo.
La vittoria finale è andata al Mali, che nella finale ha battuto il Senegal con il punteggio di 4-3 dopo i calci di rigore. Il Sudafrica ha battuto la Nigeria nella finale per il 3º e 4º posto. Queste quattro squadre si sono quindi qualificate per il mondiale Under-20.
Moussa N'Diaye è stato eletto miglior calciatore della manifestazione, mentre al Senegal è stato conferito il premio fair play.

## Squadre qualificate
- Burkina Faso
- Burundi
- Ghana
- Mali
- Niger (paese organizzatore)
- Nigeria
- Senegal
- Sudafrica

## Fase a gironi

### Gruppo A

#### Classifica
| Pos. | Squadra   | Pt | G | V | N | P | GF | GS | DR |
| ---- | --------- | -- | - | - | - | - | -- | -- | -- |
| 1.   | Nigeria   | 7  | 3 | 2 | 1 | 0 | 3  | 0  | +3 |
| 2.   | Sudafrica | 5  | 3 | 1 | 2 | 0 | 2  | 1  | +1 |
| 3.   | Niger     | 2  | 3 | 0 | 2 | 1 | 4  | 5  | -1 |
| 4.   | Burundi   | 1  | 3 | 0 | 1 | 2 | 3  | 6  | -3 |

##### Risultati
| Arbitro: | Ahmad Imtehaz Heeralall |

|            |           |            |
| Goumey 63’ | Marcatori | 70’ Mkhize |

| Arbitro: | Antoine Max Depadoux Effa Essouma |

|                       |           |  |
| Yahaya 55’ Effiom 71’ | Marcatori |  |

| Niamey 5 febbraio 2019, ore 16:30 UTC+1 | Sudafrica    | 0 – 0 referto | Nigeria | Stade Général Seyni Kountché\| Arbitro: \| Peter Waweru \| |
| Arbitro:                                | Peter Waweru |               |         |                                                            |

| Arbitro: | Amin Mohamed Omar |

|                                                 |           |                                          |
| Irakoze 45’ (rig.) Ulimwengu 73’ Kanakimana 75’ | Marcatori | 18’ (rig.) Salou 42’ Amoustapha 56’ Sabo |

| Arbitro: | Boubou Traore |

|  |           |              |
|  | Marcatori | 73’ Alhassan |

| Arbitro: | Haythem Guirat |

|                   |           |  |
| Le Roux 9’ (rig.) | Marcatori |  |

### Gruppo B

#### Classifica
| Pos. | Squadra      | Pt | G | V | N | P | GF | GS | DR |
| ---- | ------------ | -- | - | - | - | - | -- | -- | -- |
| 1.   | Senegal      | 9  | 3 | 3 | 0 | 0 | 9  | 1  | +8 |
| 2.   | Mali         | 6  | 3 | 2 | 0 | 1 | 2  | 2  | 0  |
| 3.   | Ghana        | 3  | 3 | 1 | 0 | 2 | 2  | 3  | -1 |
| 4.   | Burkina Faso | 0  | 3 | 0 | 0 | 3 | 1  | 8  | -7 |

##### Risultati
| Arbitro: | Haythem Guirat |

|                   |           |  |
| Lopy 71’ Ndaw 90’ | Marcatori |  |

| Arbitro: | Mohamed Ali Moussa |

|  |           |                  |
|  | Marcatori | 41’, 77’ Lomotey |

| Arbitro: | Souleiman Ahmed Djamal |

|            |           |  |
| Traoré 52’ | Marcatori |  |

| Arbitro: | Jean Claude Ishimwe |

|  |           |                |
|  | Marcatori | 11’, 45’ Badji |

| Arbitro: | Hassan Mohamed Hagi |

|                                                     |           |             |
| A. N'Diaye 8’, 42’ Diallo 35’ Badji 50’ Niang 90+3’ | Marcatori | 34’ Tapsoba |

| Arbitro: | Pacifique Ndabihawenimana |

|           |           |  |
| Dramé 53’ | Marcatori |  |

## Fase a eliminazione diretta
|  | Semifinali | Semifinali | Semifinali |         |       | Finale          | Finale          | Finale          |  |
|  |            |            |            |         |       |                 |                 |                 |  |
|  | Nigeria    | Nigeria    | 1 (3)      |         |       |                 |                 |                 |  |
|  | Nigeria    | Nigeria    | 1 (3)      |         |       |                 |                 |                 |  |
|  | Mali       | Mali       | 1 (4)      |         |       |                 |                 |                 |  |
|  | Mali       | Mali       | 1 (4)      |         | Mali  | Mali            | 1 (3)           |                 |  |
|  |            |            |            |         | Mali  | Mali            | 1 (3)           |                 |  |
|  |            |            | Senegal    | Senegal | 1 (2) |                 |                 |                 |  |
|  | Senegal    | Senegal    | Senegal    | Senegal | 1 (2) | 1               |                 |                 |  |
|  | Senegal    | Senegal    |            |         |       | 1               |                 |                 |  |
|  | Sudafrica  | Sudafrica  | 0          |         |       | Finale 3º posto | Finale 3º posto | Finale 3º posto |  |
|  | Sudafrica  | Sudafrica  | 0          |         |       |                 |                 |                 |  |
|  |            |            |            |         |       |                 |                 |                 |  |
|  |            |            |            |         |       | Nigeria         | Nigeria         | 0 (3)           |  |
|  |            |            |            |         |       | Nigeria         | Nigeria         | 0 (3)           |  |
|  |            |            |            |         |       | Sudafrica       | Sudafrica       | 0 (5)           |  |

### Semifinali
| Arbitro: | Amin Mohamed Omar |

|                                     |                      |                                        |
| Durugbor 86’                        | Marcatori            | 78’ Traoré                             |
| Ozornwafor Udo Muhammad Effiom Okon | Tiri di rigore 3 – 4 | B. Traoré L. N'Diaye Dramé Diaby Touré |

| Arbitro: | Pacifique Ndabihawenimana |

|                  |           |  |
| Khupe 70’ (aut.) | Marcatori |  |

### Finale 3º-4º posto
| Arbitro: | Mohamed Ali Moussa |

|                                 |                      |                                     |
| Alhassan Muhammad Zaruma Effiom | Tiri di rigore 3 – 5 | Khupe Le Roux Ncamani Modise Mkhize |

### Finale
| Arbitro: | Haythem Guirat |

|                                   |                      |                                   |
| B. Traoré 16’                     | Marcatori            | 75’ A. N'Diaye                    |
| B. Traoré L. N'Diaye Diaby Samaké | Tiri di rigore 3 – 2 | Lopy Mendy Diack A. N'Diaye Niang |

## Statistiche

### Classifica marcatori
3 reti
- Youssouph Badji
- Amadou N'Diaye

2 reti
- Daniel Lomotey
- Mamadou Traoré

1 rete
- Abdoul Tapsoba
- Saidi Irakoze
- Bienvenue Kanakimana
- Jules Ulimwengu
- Boubacar Traoré
- Hadji Dramé
- Kairou Amoustapha
- Boubacar Goumey
- Mahamadou Sabo
- Issah Salou

- Ibrahim Alhassan
- Paschal Durugbor
- Maxwell Effiom
- Nazifi Yahaya
- Samba Diallo
- Dion Lopy
- Faly Ndaw
- Ousseynou Niang
- Luke Le Roux
- Siphesihle Mkhize

1 autorete
- Givemore Khupe (pro Senegal)